# Epidendrum syringothyrsis
Epidendrum syringothyrsis är en orkidéart som beskrevs av Heinrich Gustav Reichenbach och Joseph Dalton Hooker. Epidendrum syringothyrsis ingår i släktet Epidendrum och familjen orkidéer. Inga underarter finns listade i Catalogue of Life.